# Cavalo de Dalarna

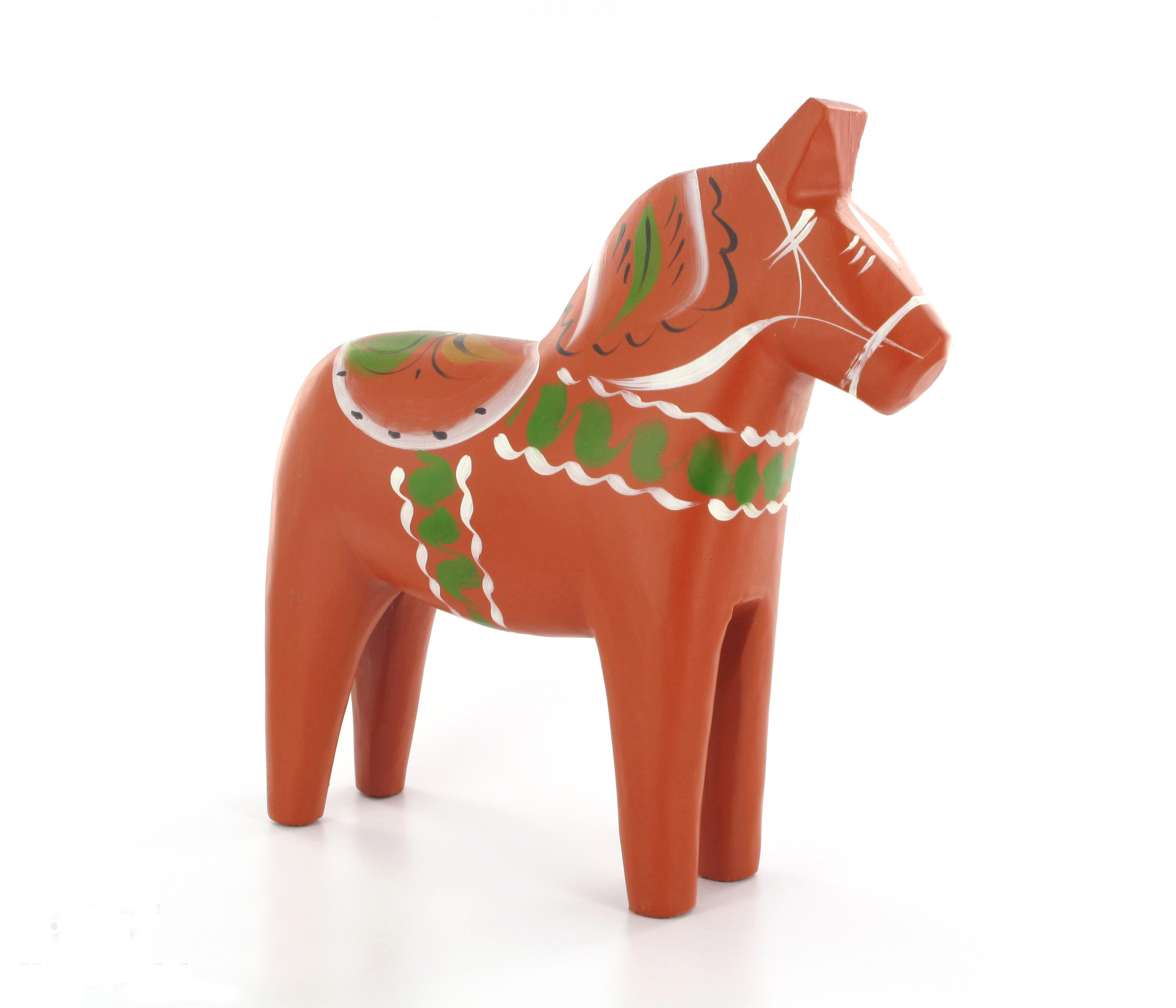
Um Cavalo de Dalarna.

O cavalo de Dalarna (também conhecido como cavalo de Dalecárlia) é uma figura em madeira tradicional da região de Dalarna, na Suécia, onde apresenta a forma de um cavalo e geralmente pintado de vermelho. O cavalo de Dalarna é um símbolo importante desta região e muito geralmente da Suécia.

## A origem do cavalo de Dalarna
A origem desta figura remonta ao século XVIII, dependendo da versão, ele foi inventado por madeireiros ou soldados.